# Duncan Cameron (Politiker)
Duncan Cameron (* um 1764 in Glen Moriston, Schottland; † 15. Mai 1848 in Williamstown, Oberkanada, heute Teil von South Glengarry, Ontario, Kanada) war Fellhändler und Politiker in der früheren britischen Kolonie Oberkanada.
In Schottland geboren emigrierte Cameron 1773 mit seinen Eltern nach Tryon County in der damaligen nordamerikanischen Provinz New York. Während der Amerikanischen Revolution kämpfte sein Vater auf Seiten der Royalisten und nach deren Niederlage zog die Familie 1785 nach Québec. Im selben Jahr nahm Cameron eine Arbeit als Sekretär freier Fellhändler am Nipigonsee auf, wo er der den Fellhandel beherrschenden Hudson’s Bay Company (HBC) Konkurrenz machte und seine Aktivitäten bald in Richtung des Winnipegsees ausdehnte.
Nach dem Zerfall der Fellhandelsfirma, in der er angestellt war, trat er 1795 als Teilhaber der North West Company (NWC) bei und leitete deren Aktivitäten am Nippigon bis 1807, stets in harter Konkurrenz zu den Händlern der HBC. Danach leitete er zusammen mit Alexander MacKay die Gründe am Winnipegsee von Fort Bas-de-la-Rivière aus, wo er auch eine Ojibwa heiratete; die Gegend wurde durch Überjagung und Konkurrenz jedoch zunehmend unrentable. Zwischen 1811 und 1814 leitete er den Handel am Lac La Pluie.
Ab 1814 war Cameron am Red River zusammen mit Alexander Macdonell tätig, wo er in den Pemmikan-Krieg gegen die HBC und deren Siedler der Red-River-Kolonie verwickelt war. 1815 vertrieb er mit Hilfe der dort seit Langem ansässigen Cree und Métis 140 Neusiedler und nahm den Verwalter der HBC, Miles Macdonell, gefangen. Im selben Jahr wurde er jedoch mit seinen Leuten von Colin Robertson von der HBC überwältigt und gefangen genommen. Man verbrachte ihn nach England, wo er für die Vorgänge am Red River angeklagt, jedoch freigesprochen und für die Haft entschädigt wurde. 1820 kehrte er nach Kanada zurück und ließ sich in Glengarry County nieder. Er heiratete Margaret McLeod, mit der er eine Tochter und drei Söhne hatte. Von 1825 bis 1828 saß er für Glengarry im kanadischen Unterhaus. 1848 starb er in Williamstown.